# Prawo do zemsty (powieść)
Prawo do zemsty (ros. Право на месть) – powieść postapokaliptyczna autorstwa rosyjskiego pisarza Denisa Szabałowa, ostatnia część trylogii Konstytucja apokalipsy. Książka należy do serii Uniwersum Metro 2033.

## Opis fabuły
Daniła powraca do rodzinnego metra po tysiącach kilometrów podróży. Na miejscu okazuje się, że stacje zostały zniszczone przez Bractwo, a główny bohater ma teraz nowy cel: pomścić bliskich.